# Roslax näs
Roslax Näs är en udde i Finland.   Den ligger i den ekonomiska regionen  Åboland  och landskapet Egentliga Finland, i den sydvästra delen av landet, 200 km väster om huvudstaden Helsingfors. Roslax Näs ligger på ön Houtskär.
Terrängen inåt land är mycket platt. Havet är nära Roslax Näs norrut.  Närmaste större samhälle är Korpo, 12,5 km sydost om Roslax Näs. 